# Анализа одлуке
Анализа одлуке (АО) је дисциплина која обухвата филозофију, теорију, методологију и професионалну праксу потребну за решавање важних одлука на формалан начин. Анализа одлуке обухвата многе поступке, методе и алате за идентификацију, јасно представља и формално процењује важне аспекте одлуке, за прописивање препорученог правца деловања применом максимума очекиване корисности акционог аксиома за добро формиране заступљености одлуке, и за превођење формалне заступљености одлуке и припадајуће препоруке у увид за доносиоце одлука и друге заинтересована страна.

## Историја и методологија
Графички прикази проблема анализе одлуке обично користе дијаграме утицаја и стабла одлучивања. Оба ова алата представљају алтернативе које су на располагању доносиоцима одлука, неизвесности са којима се суочавају, и мере евалуације, које представљају у којој мери они остварују своје циљеве у крајњем исходу. Неизвесности су представљене кроз вероватноће. Став доносиоца одлуке да ризикује је представљен функцијама корисности и њиховим односом према уступцима између конфликтних циљева може да буде направљен помоћу вишеатрибутних вредносних функција или вишеатрибутних функција корисности (ако постоји ризик). У неким случајевима, функције корисности могу бити замењене вероватноћом постизања неизвесног нивоа аспирације. Заговорници анализе одлука бирају ту одлуку чије последице имају максималну очекивану корисност (или које максимизирају вероватноћу постизања неизвесног нивоа аспирације). Такве методе анализе одлука се користе у широком спектру области, укључујући и бизнис (планирање, маркетинг и преговарање), очување животне средине, истраживање здравствене заштите и руковођење, истраживање енергије, парнице и решавање спорова, итд.
Анализу одлуке користе велике корпорације да направе инвестиције вредне више милијарди долара. У 2010. години, Шеврон је освојио награду Друштва за анализу одлуке за његово коришћење анализе одлуке у свим већим одлукама. У видеу је детаљно описана употреба Шевронове анализе одлука, Шеврон Џорџ Киркланд, потпредседник, напомиње да је "анализа одлука део како Шеврон послује из једноставног, али моћног, разлога: ради."

## Дискусија
Анализа одлуке је дизајнирана да буде прописани приступ одлучивању, посебно за доношење одлука на основу неизвесности. Разлика између прописаних и описних перспектива одлучивања је важна, јер прве одговорају на питање "како да направим своје одлуке" (иако се људи не понашају на овај начин обавезно), док друге перспективе објашњавају како људи доносе одлуке (иако у многим случајевима начини на које се одлуке доносе нису савршени).
Истраживачи одлука који проучавају поједина истраживања одлука су закључили се анализа одлука ретко користи. Високи улози одлука, донесени под притиском времена, нису добро описани анализом одлука. Неки аналитичари одлука, заузврат, тврде да је њихов приступ перспективан, нудећи податке шта предузети како би на основу звука логике, а не описним приступом, и описујући пропусте у начину на који људи доносе одлуке. Критичари наводе феномен парализе анализом као једну од могућих последица претераног ослањања на анализу одлука у организацијама.
Студије су показале корисност анализе одлука у креирању алгоритма доношења одлука који је супериорнији у односу на "интуицију без помоћи".
Термин "аналитичко одлучивање" је често био резервисан за одлуке које не позајмљују математичке методе оптимизације. Методе као што су информације примењене економије, међутим, покушавају да примењују ригорозније квантитативне методе чак и на ове врсте одлука.